# Награда „Стојан Новаковић”
Награда Стојан Новаковић се сваке године додељује појединцу или групи аутора за објављено дело из области библиотечко-информационе делатности.

## О самој награди
Награда Стојан Новаковић је престижна награда, у српском библиотекарству, која носи име великана српске културе и српског библиотекарства Стојана Новаковића. Награда Стојан Новаковић додељује се сваке године на Дан библиотекара Србије, који се прославља 14. децембра. Награда се додељује појединцимима за објављено оригинално ауторско дело, које представља допринос развоју библиотечко-информационе делатности у Србији.
Библиотекарско друштво Србије установило је 1997. године годишњу награду Стојан Новаковић. Награда Библиотекарског друштва Србије установљена је 1972, први пут додељена 1997. године.

### Списак добитника награде
Редослад награђених од 1997. године:
- 1997.

Светлана Вучковић, Корнелија Олар, Финка Пјевач, Мирјана Брковић и сарадници за књигу Библиотека Саве Текелије, Нови Сад: Библиотека Матице
српске, 1997
Љиљана Ковачевић за књигу Тезаурус за уређење простора: архитектура, грађевинарство, просторно планирање, урбанизам. Београд: Народна библиотека Србије, 1996.
- 1998.

Добрило Аранитовић за књиге: Библиотекарство у Шапцу и Подрињу 1487-1997 : библиографија. – Шабац : Народна библиотека „Жика Поповић”, 1997.
Подрински часописи 1920-1970 : библиографија. - Шабац : Народна библиотека „Жика Поповић”, 1997.
- 1999.

Марија Орбовић за књигу: Чачанско библиотекарство и издаваштво : библиографија 1833-1941. – Чачак : Градска библиотека, 1998.
- 2000.

Вида Зеремски за књигу: Милан Коњовић : библиографија. - Сомбор : Галерија „Милан Коњовић”, 1999.
- 2001.

Весна Жупан за књигу: Маркетинг у библиотекама. - Београд : Свет књиге, 2001.
- 2002/2003

Гордана Стокић Симончић и Жељко Вучковић за књигу: Менаџмент у библиотекама. - Београд : Г. Стокић Симончић : Ж. Вучковић, 2003.
- 2004/2005.

Александра Вранеш за књигу: Високошколске библиотеке. - Београд : Универзитетска библиотека „Светозар Марковић”, 2004
- 2006.

Душан Панковић за књигу: Српске библиографије 1851- 1879. Том 1. - Нови Сад : Матица српска, 2006.
- 2007.

Дејан Вукићевић за књигу: Дело : 1955-1992 : библиографија. - Београд : Институт за књижевност и уметност : Народна библиотека Србије ; Нови Сад : Матица српска, 2007.
- 2008.

Видосава Голубовић и Ирина Суботић за књигу: Зенит : 1921-1926. - Фототипско изд. - Београд : Народна библиотека Србије : Институт за књижевност и уметност ; Загреб : Културно умјетничко друштво „Просвјета”, 2008.
- 2009.

Добрило Аранитовић за књигу: Библиотека као огледало васељене : огледи из савремене руске науке о библиотекарству. - Београд : Службени гласник, Инђија : Народна библиотека „Др Ђорђе Натошевић”, 2009.
- 2010.

Јасна Карталовић и Светлана Вучковић за књигу: Огласи Библиотеке Матице српске : 1803-1867. - Нови Сад : Библиотека Матице српске, 2010.
- 2011.

Димитрије Богдановић, Љубица Штављанин-Ђорђевић, Биљана Јовановић-Стипчевић, Љупка Васиљев, Луција Цернић, Мирослава Гроздановић-Пајић за књигу: Опис ћирилских рукописних књига манастира Високи Дечани. Књ. 1. - Београд : Народна библиотека Србије, 2011.
- 2012.

Љиљана Клевернић, Ката Мирић, Меланија Блашковић, Весна Укропина, Даниела Кермеци, Слађана Субашић, Марија Ваш за књигу: Библиографија Иве Андрића : 1911-2011. - Београд : Задужбина Иве Андрића : САНУ ; Нови Сад : Библиотека Матице српске, 2012.
- 2013.

Гордана Стокић Симончић и Жељко Вучковић за књигу: Библиотеке и идентитет : пролегомена за историју модерног српског библиотекарства. - Панчево : Градска библиотека ; Нови Сад : Филозофски факултет Универзитета, 2012.
Добрило Аранитовић за књиге: Његош и позориште : прилог библиографији радова : (1884-2011). - Шабац : Шабачко позориште : Алтера, 2012.
Библиографија часописа Мисао : 1919-1937. - Нови Сад : Матица српска ; Београд : Службени гласник, 2012.
Библиографија часописа Филозофски преглед (1953-1958), Филозофија (1957-1973), Часопис Српског филозофског друштва „Theoria” (1975-2008). - Београд : Православни богословски факултет, Институт за теолошка истраживања, 2012.
- 2014.

Дејан Вукићевић за књигу: Библиографија српских енциклопедија и лексикона. - Београд : Завод за уџбенике, 2014.
- 2015/2016.

Љиљана Ковачевић и Добрила Бегенишић за књигу: Речник библиотекарства и информационих наука : немачко-српски/српско-немачки. - Београд : Народна библиотека Србије, 2015.
- 2017.

др Бранка Драгосавац за књигу Јавне библиотеке у Србији од 1901. до 1918.
- 2018.

др Драгана Милуновић за књигу Текст у говор
- 2019.

МА Ана Савић и Светлана Јанчић за књигу Каталогизација монографских извора